# 京苍高速动车组列车
京苍高速动车组列车是中国铁路运行于首都北京市北京南站至浙江省温州市下属苍南县苍南站间的高速动车组列车，自2016年1月10日起开行，由上海局集团杭州客运段担任客运乘务，列车全程运行1673公里，途经北京市、河北省、天津市、山东省、江苏省、安徽省、浙江省二市五省。其中北京南站至苍南站运行9小时48分，使用车次为G181次；苍南站至北京南站运行9小时44分，使用车次为G190次。

## 历史
2016年1月10日，配合金温铁路开通，新增北京南~苍南G163/164次列车。
2021年6月25日，配合京沪高铁运行图重排，本对列车车次调整为G181/190次。

## 使用列车
本对列车使用配属于上海局集团杭州艮山门动车运用所的CRH380BL。